# Conrad Miret i Musté
Conrad Miret i Musté (Barcelona, 15 de abril de 1906 - París, 27 de febrero de 1942), fue un comunista catalán. Refugiado en Francia desde el año 1939, se distinguió como miembro de la Resistencia francesa y murió asesinado en la prisión de la Santé de París.

## Biografía
Nació en la calle Comte d'Urgell, en el centro de Barcelona. Era el hijo mayor de una familia humilde. Sus padres eran Gabriel Miret Roig y Magdalena Musté Esteve. Tuvo 3 hermanas (Francesca, Magdalena y Juanita) y un hermano un año menor que él, Josep, con el que compartió la afición al deporte, la militancia política y un final trágico.
Era aficionado al baile y, en la década de 1920 comenzó a practicar atletismo en la Unió Esportiva de Sants. En este club deportivo entró en contacto con el rugby, deporte del que se hizo practicante, jugando en la sección del F. C. Barcelona, y con la que, como mínimo, ganó el Campeonato de Catalunya y la Copa del Rey de 1932. 
De joven empezó a militar en la Unió Socialista de Catalunya, sin que el paso a la clandestinidad del partido durante la Dictadura de Primo de Rivera hiciera más que reforzar sus ideas. En julio de 1936 hizo frente al intento de golpe de Estado en las calles de Barcelona. Tras el fracaso del levantamiento en la capital catalana participa como miembro de la Unió Socialista de Catalunya, y junto a su hermano, en la fundación del Partido Socialista Unificado de Cataluña.
Tras la formación del Ejército Popular de la República pasó a formar parte de éste, combatiendo en el verano de 1937 en la Batalla de Belchite. En 1938 era comandante de la 140.ª Brigada Mixta, participando en la defensa de Lleida y, a partir de septiembre del 38, en la Batalla del Ebro, en la que participó en los duros combates habidos en la comarca de Terra Alta. A pesar de las derrotas, continuó combatiendo hasta febrero de 1939, en que atravesó la frontera con Francia. 
Tras pasar los Pirineos, Miret fue internado en un campo de concentración, primero en el de Argelès y, posteiormente, en el de Saint-Cyprien, del que consiguió fugarse. 
En 1940 fue detenido y encerrado en la Prisión de la Santé por primera vez, pero logró fugarse.
En el verano de 1941 su hermano Josep, encargado de la reorganización y dirección del PSUC en el exilio francés, le puso en contacto con Emili Gómez Nadal, que era el jefe del reconstituido Partido Comunista de España y estaba organizando los primeros grupos de resistencia armada contra los nazis. Al parecer, Miret se ofreció voluntario para iniciar y liderar la primera guerrilla urbana de París. También fue fundador y miembro relevante de los grupos armados de la M.O.I. (Mano de Obra Inmigrada), organización sindical creada en la década de 1920 y parte de la Internacional Sindical Roja. Fue conocido por los apodos de Lucien, Miralcamp i Alonso. 

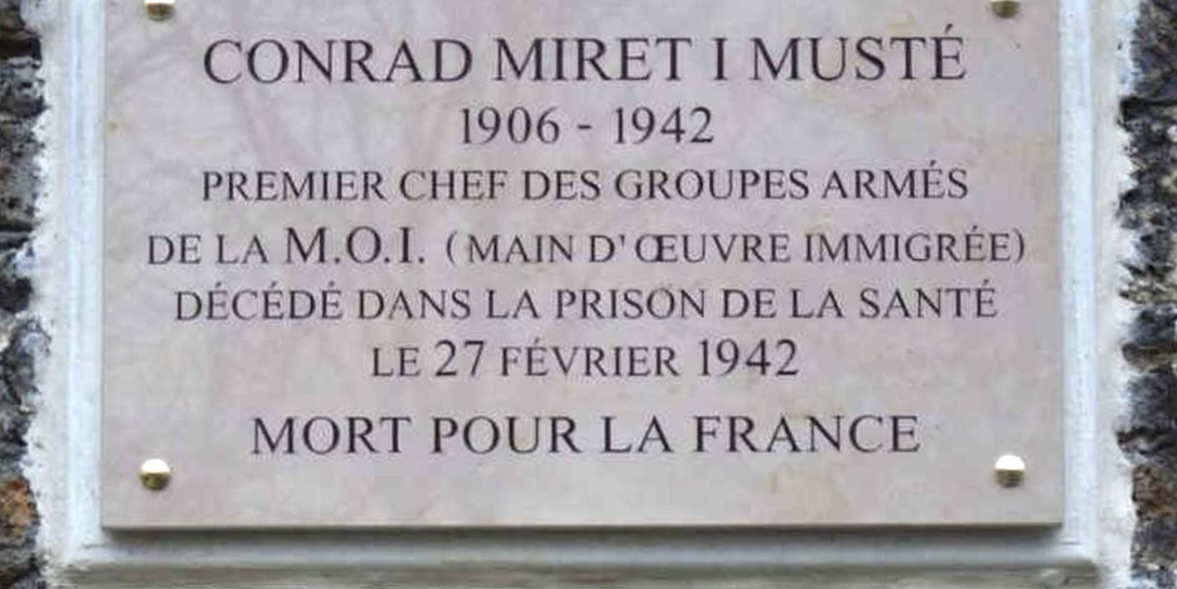
Placa oficial de París en homenaje a Conrad Miret.

Arrestado hacia el 11 de febrero de 1942 por la policía francesa colaboracionista, fue puesto en manos de la Gestapo el 27 del mismo mes, que procedió a encerrarlo en la Santé, donde sería torturado hasta su muerte, producida esa misma noche. Su cuerpo fue inhumado en una fosa común del Cementerio de Bagneux, pero la destrucción de parte al final de la guerra hizo que sus restos desapareciesen definitivamente.
El 6 de mayo de 2013 se le concedió el título de Mort pour la France (Muerto por Francia), y a finales de ese año el Ayuntamiento de París colocó una placa como homenaje hacia Miret en los muros de la prisión donde fue asesinado. El 17 de abril de 2018 el Ayuntamiento de Barcelona le homenajeó colocando una placa en uno de sus domicilios, en la calle d'Aribau, 68.